# Црква Светог преподобног Сисоја Великог у Старцу
Црква Светог преподобног Сисоја Великог у Старцу, насељеном месту на територији Општине Бујановац, православни је храм који припада Епархији врањској Српске православне цркве.
Црква је испосница посвећена Светом преподобном Сисоју Великом је место где се подвизавао Свети Прохор. До испоснице се долази од манастира Светог Прохора Пчињског, изнад монашког гробља, узаном стазом уз планину Козјак према североистоку.
Испод испоснице се налази стрмо углачана стена на којој је ужлебљено неколико плитких удубљења. Поред испоснице протиче планински поток Дедовица, чија вода поред испоснице пада низ углачано стење и прави велику буку и јак шум. Улаз у испосницу је са западне сгране. Са три стране огромна стена затвара овај простор који је висок с предње стране око један метар. Испосница је широка око три метра. Под јој је испреплетен неравним каменом који се заобилази да би се даље дошло у дубину ове просторије.
У испосници се налази неколико покретних икона, од којих је једна и Светог Прохора Пчињског, а у њу свакодневно долазе верници, где пале свеће, моле се и остављају прилог у новцу и стварима, тражећи исцељење својих телесних недуга. Свеће се пале уз стене, а кандило гори окачено уз стену. Око испоснице налази се велики сплет купина, а некада се налазила у склопу огромног дрвећа, кога данас нема. Површина стена изнад испоснице покривена је маховином. Око улаза у испосницу подигнут је заштитни зид и на њему су врата од дрвета. Северно од испоснице је граница између манастирског и Јабланског земљишта.
У овој испосници византијски цар Роман IV Диоген (1068 — 1071) пронашао је већ тада мироточиве мошти Светог Прохора Пчињског, које је пренео у тек саграђену цркву коју је сам цар подигао у знак захвалности према Светом Прохору и пророчким речима да ће постати цар. Тај храм се налазио недалеко од испоснице где се Свети Прохор подвизавао. Поводом тога сваке године у испосници се врши богослужење 15. јануара.